# يونس بن عبد الوهاب العيثاوي
يونس بن عبد الوهاب بن أحمد ابن أبي بكر العيثاوي الشافعي هو فقيه، دمشقي المولد والوفاة ولد عام 976 هـ الموافق 1492 ميلادي.
نعته الغزي بمفيد الطالبين وخطيب الملسمين. وهو والد أحمد بن يونس.
له كتب، منها: الجامع المغني لأولي الرغبات -في فقه الشافعية، وشرح العناية، وشرح الورقات، وتصحيح الغاية، وتوضيح التصحيح -خ-، وديوان خطب، وله نظم، وفي لغته ضعف. توفي عام 976 هـ الموافق 1569 م. 